# 商業模式圖

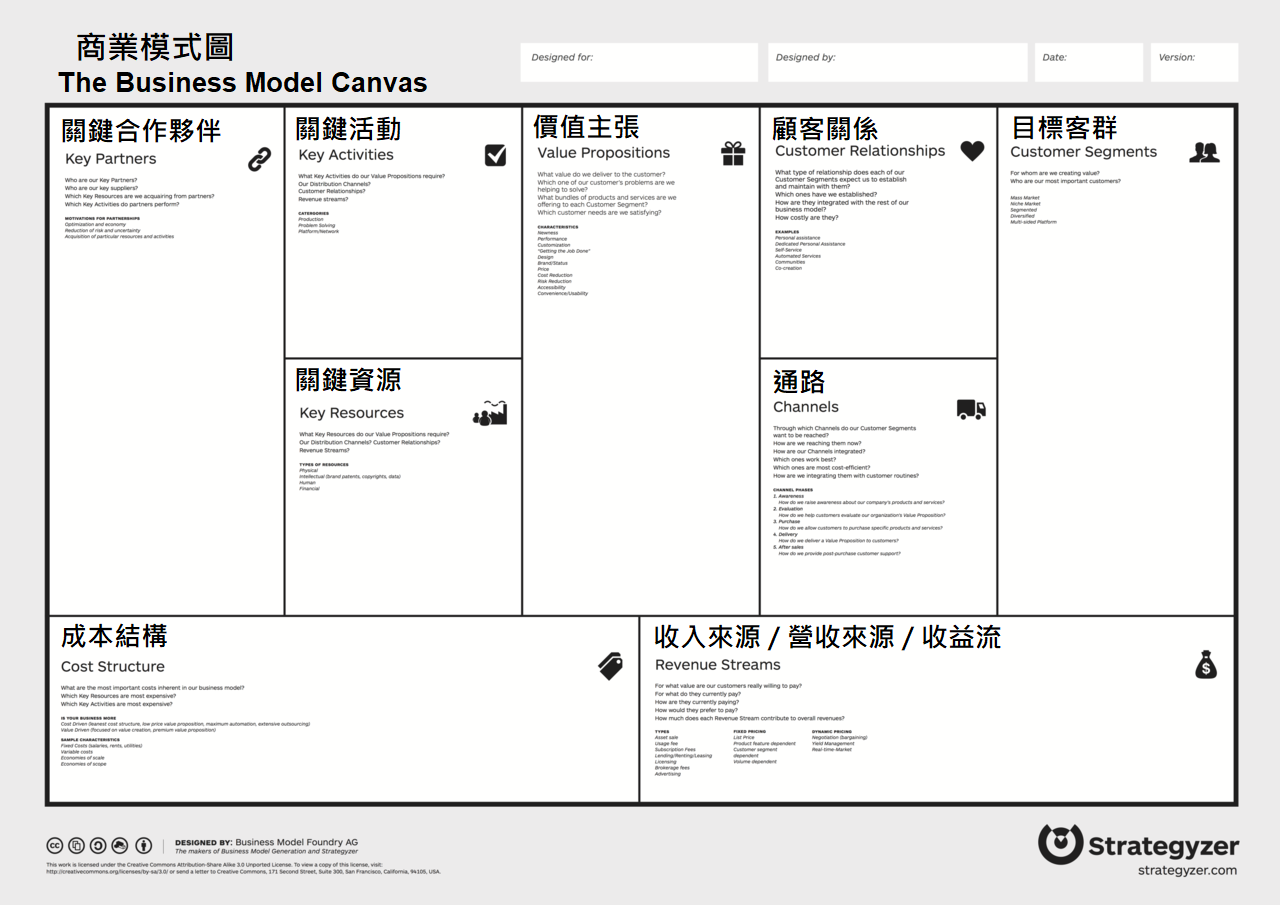
商業模式圖：9大商業模式構建模式的中文翻譯

商業模式圖（英語：Business Model Canvas，縮寫：BMC），或稱商業模式九宮格，是用於描述企業組織開發新商業模式以及記錄現有商業模式的战略管理範本圖。它提供了一個視覺圖表，其中包含描述公司或產品的價值主張元素、基礎設施、客戶及財務，通過說明潛在的權衡，幫助企業調整其活動。被稱為商業模式圖的商業模式設計範本的9個構面最初是由亞歷山大·奧斯特瓦德在2005年提出的，基於在伊夫·皮尼厄之商業模式本體指導下工作。自2008年左右奧斯特瓦德發佈的作品以來，他開發了一些相關工具，如價值主張圖和文化地圖，並且還出現了針對特定領域市場的新畫圖。

## 導向和構面
在商業模式圖設計範本的9個構面中，又區分成4大導向：
| 導向           | 構面                     | 說明 |
| -------------- | ------------------------ | --- |
| 供給或資源導向 | 關鍵合作夥伴             | 讓商業模式運作的重要外部供應商、夥伴網絡，可分為無競爭關係的策略聯盟、競合關係夥伴、合資對象、以及上下游的供應商與客戶。                                                                               |
| 供給或資源導向 | 關鍵活動                 | 讓商業模式能運作的重要活動，能為客戶創造價值的重要活動，分為生產型活動、解決問題型活動，平台或網絡活動等，企業必須有關鍵活動才能創造並傳遞價值主張、進入市場、維繫顧客關係，並獲取利潤。               |
| 供給或資源導向 | 關鍵資源                 | 讓商業模式運作的重要資源，關鍵資源讓企業得以創造並提供價值主張、接觸市場與目標客層維繫關係，然後賺得收益，包含實體資源、智慧資產、人力與財務資源等。                                                   |
| 價值導向       | 價值主張                 | 能解決與滿足顧客的需要，可能是產品、服務或兩者組合，簡單來說就是顧客為什麼找上這家企業而不找別人的最主要原因，也是企業存在市場的最主要根本價值。                                                       |
| 需求導向       | 顧客關係                 | 企業希望與目標客群建立的關係型態與方式，也是維繫目標客群的一種方式，關係可為個人、社群或自動化，而針對不同客群可建立不同的顧客關係。                                                                   |
| 需求導向       | 通路                     | 企業傳達價值主張給目標客群的管道，讓顧客能了解與購買商品或服務，並提供售後服務，通路包含自有與合夥、直接與間接通路等。                                                                                 |
| 需求導向       | 目標客群                 | 一個企業或組織所要服務的一個或數個客戶群，針對特定客戶群提供專屬的解決方案，並帶來獲利，若無可帶來利潤的客群，則企業無法穩定經營。                                                                     |
| 財務導向       | 成本結構                 | 運作商業模式所產生的成本，分為固定成本與變動成本兩種類型，以成本驅動之商業模式聚焦於規模經濟、外包或自動化，以價值驅動之商業模式則強調價值創造與客製化服務。                                           |
| 財務導向       | 收入來源/營收來源/收益流 | 企業來自目標客群產生的現金，營收的類型可以分為資產銷售、服務收入、會員收入、授權金、仲介費與廣告費等。設計時應考慮到目標客群可以接受的價格是多少、付費的方式以及所有收入來源對整體營收與獲利的貢獻度。 |

## 應用
商業模式圖可以在大表面上列印出來，以便一群人可以共同開始草圖和討論帶有便利貼或電路板標記討論商業模式元素。它是根據Strategyzer AG的知识共享许可协议授權條款分發，可以不受任何限制地用於建造模式業務。

## 替代形式
商業模式圖已被使用和調整，以適應特定的業務場景和應用程式。舉例包括：產品市場媒合度、供应链、现金流量和內部溝通等。

## 批評
商業模式圖的特點是靜態的，因為它沒有即時捕捉策略的變化或模型的演變、沒有關於元件之間的交互以及如何使這個模式工作的詳細信息。範本的一些限制是它專注於組織，以及隨之而來的概念與環境的隔離，這與行業結構或社會和自然環境等利益相關者有關。